# Oxypoda carbonaria
Oxypoda carbonaria är en skalbaggsart som först beskrevs av Oswald Heer 1841.  Oxypoda carbonaria ingår i släktet Oxypoda, och familjen kortvingar. Arten har ej påträffats i Sverige.